# Cusiala doerriesiaria
Cusiala doerriesiaria är en fjärilsart som beskrevs av Hugo Theodor Christoph 1880. Cusiala doerriesiaria ingår i släktet Cusiala och familjen mätare. Inga underarter finns listade i Catalogue of Life.